# Grand Prix-wegrace van Duitsland 1977
De Grand Prix-wegrace van Duitsland 1977 was derde race van wereldkampioenschap wegrace in het seizoen 1977. De race werd verreden op 8 mei 1977 op de Hockenheimring nabij Hockenheim. Voor de 50 cc klasse vormde de Duitse Grand Prix de seizoensopening.

## Algemeen
Na alle ellende in Venezuela (slechte organisatie, corrupte ambtenaren en hoge temperaturen) en Oostenrijk (slechte organisatie na ernstig ongeval) was de Grand Prix van Duitsland een verademing. Er waren wel overwaaiende buien die de races echter niet verstoorden en in de trainingen hadden de Suzuki RG 500's veel last van vastlopers door de grote verschillen in luchtdruk en luchtvochtigheid tussen het bosgedeelte en het Motodrom op Hockenheim.

## 500 cc
In Hockenheim reed Steve Parrish heel even aan de leiding, maar hij werd al snel ingehaald door zijn teamgenoot Barry Sheene. Die was door niemand meer in te halen. Er was ook niet veel spanning in deze race: Giacomo Agostini, die wellicht een bedreiging had kunnen vormen voor Sheene, viel met een vastloper uit. Pat Hennen en Steve Baker wisten Parrish te passeren en werden met grote onderlinge afstand tweede en derde.

### Uitslag 500 cc
| Pos | Coureur             | Merk            | Tijd       | Punten    |
| --- | ------------------- | --------------- | ---------- | --------- |
| 1   | Barry Sheene        | Suzuki          | 45' 36" 1  | 15        |
| 2   | Pat Hennen          | Suzuki          | + 9" 6     | 12        |
| 3   | Steve Baker         | Yamaha          | + 18" 2    | 10        |
| 4   | Steve Parrish       | Suzuki          | + 27" 4    | 8         |
| 5   | Philippe Coulon     | Suzuki          | + 27" 9    | 6         |
| 6   | Wil Hartog          | Suzuki          | + 48" 4    | 5         |
| 7   | Marco Lucchinelli   | Suzuki          | + 51" 4    | 4         |
| 8   | Toni Mang           | Suzuki          | + 1' 10" 3 | 3         |
| 9   | Max Wiener          | Yamaha          | + 1' 13" 2 | 2         |
| 10  | Boet van Dulmen     | Suzuki          | + 1' 14" 3 | 1         |
| 11  | Stu Avant           | Suzuki          | + 1' 14" 6 |           |
| 12  | Gianfranco Bonera   | Suzuki          | + 1' 38" 4 |           |
| 13  | Jack Findlay        | Suzuki          | + 1' 50"   |           |
| 14  | Alex George         | Suzuki          | + 1' 55" 9 |           |
| 15  | John Newbold        | Suzuki          | + 2' 43" 5 |           |
| 16  | Helmut Kassner      | Suzuki          | + 1 ronde  |           |
| 17  | Børge Nielsen       | Suzuki          | + 1 ronde  |           |
| 18  | Franz Rau           | Suzuki          | + 1 ronde  |           |
| 19  | Franz Heller        | Suzuki          | + 1 ronde  |           |
| 20  | Harald Merkl        | Suzuki          | + 1 ronde  |           |
| 21  | Jean-Philippe Orban | Suzuki          |            |           |
| 22  | John Weeden         | Yamaha          |            |           |
| 23  | Kaj Jensen          | Yamaha          |            |           |
| 24  | Johannes Klement    | Yamaha          |            |           |
| 25  | Bo Granath          | Suzuki          |            |           |
| 26  | Lars Johansson      | Yamaha          |            |           |
| 27  | Hervé Regout        | Yamaha          |            |           |
| 28  | Hans Braumandl      | Suzuki          |            |           |
| 29  | Peter Sjöström      | Yamaha          |            |           |
| 30  | Virginio Ferrari    | Suzuki          |            |           |
| DNF | Teuvo Länsivuori    | Suzuki          | 11 ronden  |           |
| DNF | Leslie Van Breda    | Suzuki          | 6 ronden   |           |
| DNF | Giacomo Agostini    | Yamaha          | 4 ronden   | vastloper |
| DNF | Michel Rougerie     | Suzuki          | 3 ronden   |           |
| DNF | John Williams       | Suzuki          | 2 ronden   |           |
| DNF | Christian Estrosi   | Suzuki          | 2 ronden   |           |
| DNF | Nico Cereghini      | Suzuki          | 2 ronden   |           |
| DNF | Armando Toracca     | Suzuki          | 1 ronde    |           |
| DNQ | Christoph Bürki     | Suzuki          |            |           |
| DNQ | Pier Aldo Cipriani  | Paton           |            |           |
| DNQ | Hohl                | König           |            |           |
| DNQ | Hans-Otto Butenuth  | Yamaha          |            |           |
| DNQ | Begert              | König           |            |           |
| DNQ | Jürgen Zeddel       | Harley-Davidson |            |           |
| DNQ | Dudley Robinson     | Suzuki          |            |           |
| DNQ | Harry Hoffman       | Suzuki          |            |           |
| DNQ | Jean-François Baldé | Fath            |            |           |

## 350 cc
In de 350 cc klasse kwamen Alan North en Jon Ekerold na de eerste ronde als eersten door, maar Takazumi Katayama nam de koppositie met zijn driecilinder Yamaha al snel over om ze niet meer af te staan. Ekerold viel met koppelingsproblemen uit en North werd gepasseerd door Giacomo Agostini en Olivier Chevallier. Agostini werd tweede en Chevaillier werd derde. De driecilinder Yamaha van Katayama was in Amsterdam gebouwd onder leiding van Kent Andersson en Rudi Kurth.

### Uitslag 350 cc
| Pos | Coureur            | Merk                   | Tijd       | Punten |
| --- | ------------------ | ---------------------- | ---------- | ------ |
| 1   | Takazumi Katayama  | Yamaha                 | 48' 28" 8  | 15     |
| 2   | Giacomo Agostini   | Yamaha                 | + 15" 1    | 12     |
| 3   | Olivier Chevallier | Yamaha                 | + 15" 5    | 10     |
| 4   | Alan North         | Yamaha                 | + 18" 9    | 8      |
| 5   | Philippe Bouzanne  | Yamaha                 | + 35" 5    | 6      |
| 6   | Tom Herron         | Yamaha                 | + 42" 8    | 5      |
| 7   | Walter Villa       | Bimota-Harley-Davidson | + 47"      | 4      |
| 8   | Christian Sarron   | Yamaha                 | + 52" 9    | 3      |
| 9   | Michel Rougerie    | Yamaha                 | + 57" 4    | 2      |
| 10  | Pekka Nurmi        | Yamaha                 | + 1' 00" 7 | 1      |
| 11  | Helmut Kassner     | Yamaha                 | + 1' 10" 2 |        |
| 12  | Bruno Kneubühler   | Yamaha                 | + 1' 10" 5 |        |
| 13  | Ian Richards       | Yamaha                 | + 1' 18" 1 |        |
| 14  | John Newbold       | Yamaha                 | + 1' 18" 6 |        |
| 15  | Edi Stöllinger     | Yamaha                 | + 1' 29" 7 |        |

## 250 cc
In de 250 cc klasse leverde de kwalificatie een verrassing op: de onbekende rijder Akihiko Kiyohara reed met de nieuwe Kawasaki KR 250 de snelste trainingstijd. Ook de Duitser Hans Schweiger had voor de gelegenheid zo'n machine gekregen omdat Dieter Braun bij het grote ongeluk in Oostenrijk gewond was geraakt. Walter Villa startte slecht, maar wist toch even de leiding te nemen tot hij in de tweede ronde in de Ostkurve onderuit ging. Daarna ontstond een spannende strijd tussen Kiyohara en Christian Sarron (Yamaha). De Kawasaki was duidelijk erg snel, een groot voordeel op Hockenheim, maar toen de Japanner een klein gaatje liet vallen bij het uitrijden van de Sachskurve wist Sarron voorop te komen. Hij won met 0,1 seconde de eerste Grand Prix uit zijn carrière. Kiyohara werd tweede en Franco Uncini (Harley-Davidson) werd derde.

### Uitslag 250 cc
| Pos | Coureur          | Merk                   | Tijd       | Punten |
| --- | ---------------- | ---------------------- | ---------- | ------ |
| 1   | Christian Sarron | Yamaha                 | 49' 33" 0  | 15     |
| 2   | Akihiro Kiyohara | Kawasaki               | + 0" 1     | 12     |
| 3   | Franco Uncini    | Bimota-Harley-Davidson | + 45" 3    | 10     |
| 4   | Vinicio Salmi    | Yamaha                 | + 1' 00" 5 | 8      |
| 5   | Pekka Nurmi      | Yamaha                 | + 1' 02" 5 | 6      |
| 6   | Kork Ballington  | Yamaha                 | + 1' 02" 7 | 5      |
| 7   | Tom Herron       | Yamaha                 | + 1' 02" 9 | 4      |
| 8   | Aldo Nannini     | Yamaha                 | + 1' 07" 1 | 3      |
| 9   | Alan North       | Yamaha                 | + 1' 27" 2 | 2      |
| 10  | Barry Ditchburn  | Kawasaki               | + 1' 43" 5 | 1      |
| 11  | Michel Frutschi  | Yamaha                 | + 1' 46" 8 |        |
| 12  | Edi Stöllinger   | Yamaha                 | + 1' 56" 5 |        |
| 13  | Vic Soussan      | Yamaha                 | + 2' 07" 5 |        |
| 14  | Harald Merkl     | Yamaha                 | + 2' 31" 5 |        |
| 15  | Egid Schwemmer   | Yamaha                 | + 1 ronde  |        |
| DNF | Walter Villa     | Harley-Davidson        | 1 ronde    | val    |

## 125 cc
In de 125 cc race leidde Pier Paolo Bianchi van start tot finish. Ángel Nieto's Bultaco miste wat pk's en hij kon zich niet met de strijd aan de kop bemoeien. Eugenio Lazzarini had een goede dag: na tweede plaats in de 50 cc race werd hij nu opnieuw tweede. Toni Mang werd in zijn thuiswedstrijd derde.

### Uitslag 125 cc
| Pos | Coureur              | Merk       | Tijd       | Punten |
| --- | -------------------- | ---------- | ---------- | ------ |
| 1   | Pier Paolo Bianchi   | Morbidelli | 48' 41" 1  | 15     |
| 2   | Eugenio Lazzarini    | Morbidelli | + 16" 6    | 12     |
| 3   | Toni Mang            | Morbidelli | + 51" 5    | 10     |
| 4   | Giovanni Ziggiotto   | Morbidelli | + 51" 8    | 8      |
| 5   | Gert Bender          | Bender     | + 1' 22" 1 | 6      |
| 6   | Ángel Nieto          | Bultaco    | + 1' 22" 8 | 5      |
| 7   | Hans Müller          | Morbidelli | + 1' 30" 2 | 4      |
| 8   | Rolf Blatter         | Morbidelli | + 2' 02" 5 | 3      |
| 9   | Jan Huberts          | Morbidelli | + 2' 03" 4 | 2      |
| 10  | Matti Kinnunen       | Morbidelli | + 2' 06" 1 | 1      |
| 11  | Hans Hallberg        | Morbidelli | + 2' 09" 7 |        |
| 12  | Xaver Tschannen      | Bender     | + 2' 45" 6 |        |
| 13  | Manfred Kugler       | Morbidelli | + 2' 47" 2 |        |
| 14  | Ernst Fagerer        | Morbidelli | + 2' 50" 8 |        |
| 15  | Patrick Plisson      | Morbidelli | + 4' 00" 0 |        |
| 16  | Julien van Zeebroeck | Morbidelli |            |        |

## 50 cc
De 50 cc klasse kwam pas in Hockenheim voor het eerst aan de start. De race begon in de stromende regen en er vormde zich een kopgroep bestaande uit thuisrijder Herbert Rittberger, Eugenio Lazzarini (beiden op Van Veen-Kreidlers) en Ángel Nieto op de Bultaco. In de voorlaatste ronde viel Nieto in de Sachskurve, maar hij wist de derde plaats te behouden. Rittberger won de race, Lazzarini werd tweede.

### Uitslag 50 cc
| Pos | Coureur            | Merk              | Tijd       | Punten |
| --- | ------------------ | ----------------- | ---------- | ------ |
| 1   | Herbert Rittberger | Van Veen-Kreidler | 35' 16" 7  | 15     |
| 2   | Eugenio Lazzarini  | Van Veen-Kreidler | + 4" 3     | 12     |
| 3   | Ángel Nieto        | Bultaco           | + 42" 3    | 10     |
| 4   | Hans-Jürgen Hummel | Kreidler          | + 1' 17" 8 | 8      |
| 5   | Aldo Pero          | Kreidler          | + 1' 53" 5 | 6      |
| 6   | Hagen Klein        | Kreidler          | + 2' 10" 2 | 5      |
| 7   | Patrick Plisson    | ABF               | + 2' 33" 7 | 4      |
| 8   | Engelbert Kip      | Kreidler          | + 2' 42" 4 | 3      |
| 9   | Ingo Emmerich      | Kreidler          | + 3' 01"   | 2      |
| 10  | Jacky Hutteau      | ABF               | + 3' 13" 1 | 1      |
| 11  | Ricardo Tormo      | Bultaco           | + 1 ronde  |        |
| 12  | Lennart Lundgren   | Kreidler          | + 1 ronde  |        |
| 13  | Klaus Hilbk        | Kreidler          | + 1 ronde  |        |
| 14  | Bruno di Carlo     | Kreidler          | + 1 ronde  |        |
| 15  | Kasimir Rapczynski | Kreidler          | + 1 ronde  |        |

## Zijspanklasse
De zijspanklasse startte op een droge baan, zodat iedereen slicks monteerde. Het begon echter al snel weer te regenen waardoor de meesten een pitstop maakten om regenbanden te monteren. Ondanks wat glijpartijen in de bochten was de combinatie Rolf Biland/Kenny Williams veruit de snelste. Max Venus en Norbert Bittermann werden met een König tweede en George O'Dell/Kenny Arthur werden derde.

### Uitslag zijspanklasse
| Pos | Coureur           | Bakkenist          | Merk          | Tijd       | Punten |
| --- | ----------------- | ------------------ | ------------- | ---------- | ------ |
| 1   | Rolf Biland       | Kenneth Williams   | Schmid-Yamaha | 52' 34" 5  | 15     |
| 2   | Max Venus         | Norbert Bittermann | Eckl-König    | + 28" 4    | 12     |
| 3   | George O'Dell     | Kenny Arthur       | Windle-Yamaha | + 43" 1    | 10     |
| 4   | Bruno Holzer      | Karl Meierhans     | LCR-Yamaha    | + 58" 2    | 8      |
| 5   | Helmut Schilling  | Rainer Gundel      | Schmid-Yamaha | + 59" 7    | 6      |
| 6   | Rolf Steinhausen  | Josef Huber        | Busch-König   | + 1' 16" 8 | 5      |
| 7   | Alain Michel      | Gérard Lecorre     | GEP-Yamaha    | + 1' 48" 3 | 4      |
| 8   | Siegfried Schauzu | Hartmut Schimanski | Schmid-Yamaha | + 1' 54" 6 | 3      |
| 9   | Ted Jansen        | Erich Schmitz      | Colyam-Yamaha | + 2' 06" 2 | 2      |
| 10  | Kurt Jelonek      | Volker Rieß        | König         | + 1 ronde  | 1      |

1925 · 1926 · 1927 · 1928 · 1929 · 1930 · 1931 · 1933 · 1934 · 1935 · 1936 · 1937 · 1938 · 1939 · 1949 · 1950 · 1951 · 1952 · 1953 · 1954 · 1955 · 1956 · 1957 · 1958 · 1959 · 1960 · 1961 · 1962 · 1963 · 1964 · 1965 · 1966 · 1967 · 1968 · 1969 · 1970 · 1971 · 1972 · 1973 · 1974 · 1975 · 1976 · 1977 · 1978 · 1979 · 1980 · 1981 · 1982 · 1983 · 1984 · 1985 · 1986 · 1987 · 1988 · 1989 · 1990 · 1991 · 1992 · 1993 · 1994 · 1995 · 1996 · 1997 · 1998 · 1999 · 2000 · 2001 · 2002 · 2003 · 2004 · 2005 · 2006 · 2007 · 2008 · 2009 · 2010 · 2011 · 2012 · 2013 · 2014 · 2015 · 2016 · 2017 · 2018 · 2019 · 2021 · 2022 · 2023 · 2024 · 2025